# Portărești (okręg Vâlcea)
Portărești – wieś w Rumunii, w okręgu Vâlcea, w gminie Laloșu. W 2011 roku liczyła 211 mieszkańców.